# Chiesa di San Lorenzo (Montechiarugolo)
La chiesa di San Lorenzo è un luogo di culto cattolico dalle forme barocche, situato in via Chiesa a Tortiano, frazione di Montechiarugolo, in provincia e diocesi di Parma; è sede di una parrocchia compresa nella zona pastorale della Pedemontana.

## Storia
Il luogo di culto originario a servizio del piccolo borgo di Tortiano fu edificato in epoca medievale; la più antica testimonianza della sua esistenza risale al 6 ottobre 1189, quando l'ecclesiam de Turtillianum fu citata in una sentenza arbitrale.
Nel 1230 l'Ecclesie S. Laurencii de Turtiliano fu menzionata nel Capitulum seu Rotulus Decimarum della diocesi di Parma tra le dipendenze dirette dell'autorità episcopale di Parma, pur trovandosi all'interno del territorio amministrato dalla pieve di Basilicagoiano.
Nel 1520 l'edificio dipendeva ancora dal vescovo, ma nel 1564 divenne sede di parrocchia autonoma.
Nel 1659 l'antica chiesa, ormai in rovina, fu abbattuta e sostituita con un nuovo tempio barocco innalzato alcuni anni prima a poca distanza dal precedente.
Nel 1700 fu edificata la torre campanaria.
Nel 1753 gli interni del luogo di culto furono ridipinti.
Nel 1887 la chiesa, in parte lesionata, fu ristrutturata nella zona absidale, nelle volte di copertura e nel tetto.
Nel 1911 fu aggiunto l'orologio sul fianco del campanile.
Tra il 1934 e il 1937 gli interni furono parzialmente modificati con la realizzazione di due nicchie ai lati della navata e col rifacimento della pavimentazione.
Nel 1949 gli esterni furono interessati da una serie di interventi, che comportarono la ricostruzione delle lesene, dei pinnacoli, delle cornici, dell'intonaco di rivestimento e delle nicchie laterali.
Il 23 dicembre del 2008 un forte terremoto colpì il territorio; conseguentemente, tra il 2013 e il 2014 la chiesa fu sottoposta a lavori di restauro e consolidamento strutturale.

## Descrizione

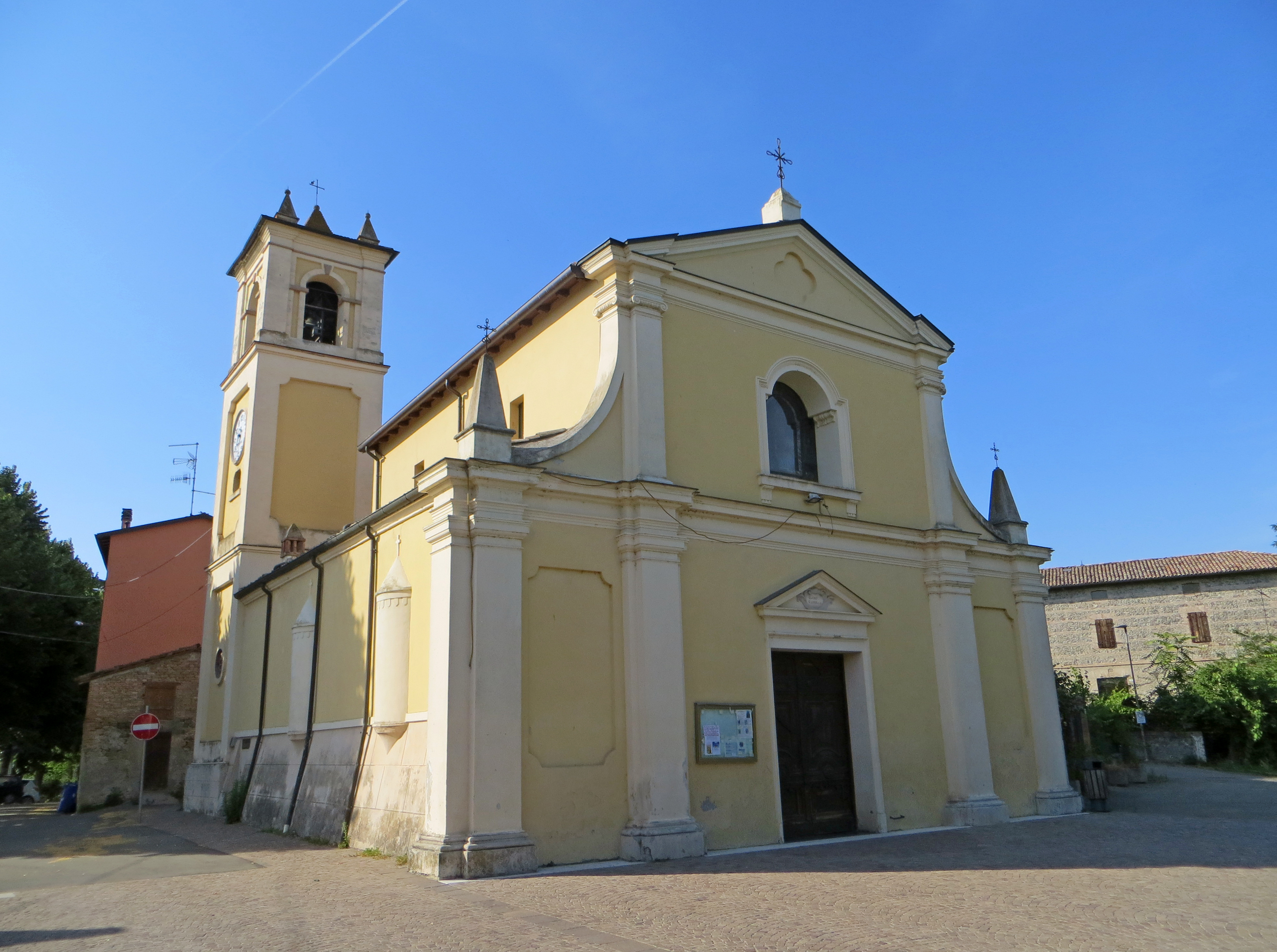
Facciata e lato sud

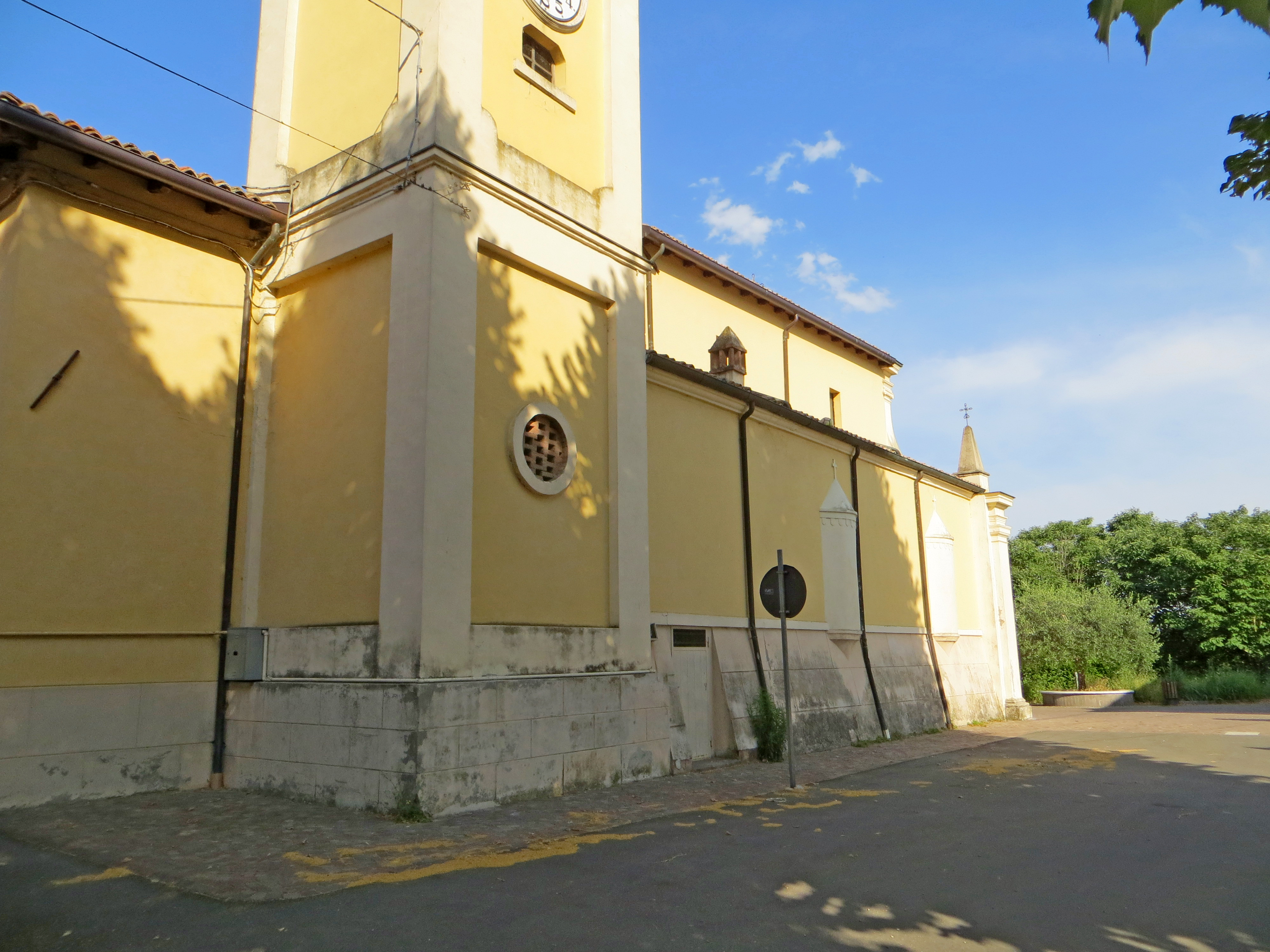
Lato sud

La chiesa si sviluppa su un impianto a navata unica affiancata da tre cappelle per lato, con ingresso a est e presbiterio a ovest.
La simmetrica facciata, interamente intonacata, è scandita orizzontalmente in due parti da un cornicione modanato in aggetto. Inferiormente lo spazio è tripartito da quattro lesene binate coronate da capitelli dorici; nel mezzo è collocato l'ampio portale d'ingresso, delimitato da una cornice e sormontato da un frontone triangolare, mentre ai lati si trovano due specchiature con spigoli smussati. Superiormente la porzione centrale è affiancata da due lesene con capitelli ionici; nel mezzo si apre un grande finestrone ad arco mistilineo, con cornice modanata in aggetto; in sommità si staglia il frontone triangolare spezzato di coronamento, al cui centro è collocata una specchiatura a croce greca; ai lati si allungano due volute, che si concludono alle estremità in due alti pinnacoli piramidali coronati da croci metalliche.
I fianchi, elevati su un basamento a scarpa, sono caratterizzati dalla presenza di due nicchie aggettanti; al termine del lato sinistro si erge su tre ordini, scanditi da fasce marcapiano e decorati con specchiature, il campanile; la cella campanaria si affaccia sulle quattro fronti attraverso ampie monofore ad arco a tutto sesto, delimitate da lesene doriche; a coronamento si eleva nel mezzo, oltre il cornicione modanato in aggetto, una guglia a pianta ottagonale, tra quattro piccoli pinnacoli posti sugli spigoli.
All'interno la navata, coperta da una volta a botte lunettata dipinta, è affiancata da una serie di lesene coronate da capitelli dorici, a sostegno del cornicione perimetrale in aggetto; le cappelle laterali, scandite da nicchie e chiuse superiormente da volte a botte, si affacciano sull'aula attraverso ampie arcate a tutto sesto.
Il presbiterio, lievemente sopraelevato, è preceduto dall'arco trionfale a tutto sesto, retto da due paraste; il lungo ambiente, coperto da una volta a botte affrescata, accoglie l'altare maggiore marmoreo a mensa, aggiunto tra il 1970 e il 1980; sul fondo si aprono ai lati della pala seicentesca, raffigurante la Madonna col Bambino e i santi Cecilia e Valeriano, due monofore ad arco a tutto sesto.
La chiesa conserva alcune opere di pregio, tra cui un olio seicentesco rappresentante gli Angeli che reggono l'immagine della Madonna e il Bambino con le anime purganti, un dipinto settecentesco ritraente San Lorenzo coi poveri, una copia del Compianto sul Cristo morto e un piviale seicentesco in broccato bianco.